# Honda 1300
Honda 1300 — це автомобіль середнього класу, який виготовляв японський виробник Honda з 1969 по 1973 рік. Найбільший автомобіль, що вироблявся компанією, до того часу. Автомобіль 1300 отримав передній привід, двигун повітряного охолодження об'ємом 1,3 лпотужністю 80-115 к.с., кузов седан або купе та призначений конкурувати переважно з японськими автомобілями такими як Toyota Corona, Mazda Capella, Mitsubishi Galant та Nissan Bluebird. Амбіційний проект, який очолював Соічіро Хонда, провалився через технічні затримки та високу ціну в порівнянні з його конкурентами. Однак уроки, здобуті з цього методу, призвели до успішного дебюту Honda Civic у 1972 році та наступника 1300-ї, Honda Accord, в 1976 році.

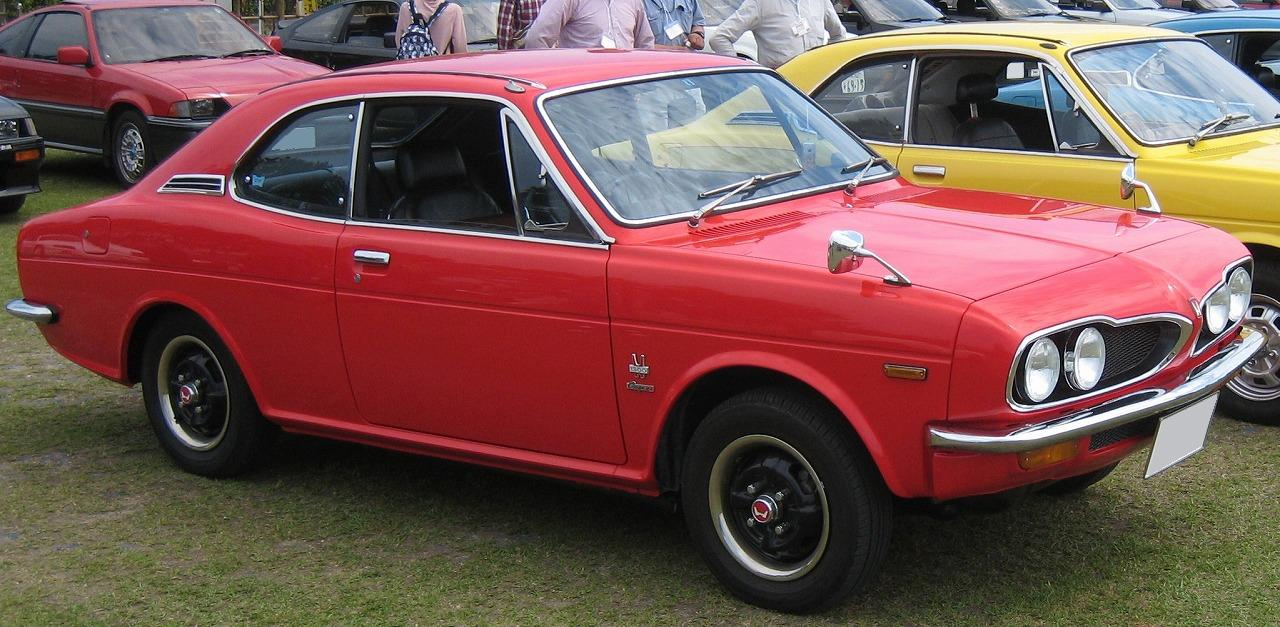
Honda 1300

Всього виготовлено  106 491 автомобілів Honda 1300 (седан і купе). В 1972 році представлено Honda 145, з кузовом від 1300 і двигуном з водяним охолодженням об'ємом 1,45 л потужністю 80-90 к.с., але автомобіль попитом не користувався, всього було виготовлено 9736 автомобілів Honda 145 (седан і купе).